# Masaaki Imai
Masaaki Imai (Japans:今井 正明) (Tokio, 1 september 1930 – 12 juni 2023) was een Japans organisatiewetenschapper en organisatieadviseur, bekend om zijn werk op het gebied van kwaliteitsmanagement, met name met betrekking tot het Kaizen-proces.

## Loopbaan
Imai studeerde in 1955 af aan de Universiteit van Tokio, waar hij vervolgens zijn onderzoekswerk op het gebied van internationale betrekkingen voortzette. Eind jaren 50 werkte hij in het kader van de Japanse wederopbouw 5 jaar in Washington DC bij het Japanese Productivity Center, waar hij verantwoordelijk was voor de bezoeken van Japanse zakenlieden aan Amerikaanse productiebedrijven.
In 1986 richtte hij de Kaizen Institute Consulting Group (KICG) op. Dit instituut helpt westerse bedrijven de Kaizen-principes te implementeren. In hetzelfde jaar publiceerde hij in Japan zijn managementboek Kaizen: Japanese spirit of improvement. Dit boek zorgde ervoor dat de populariteit van Kaizen ook in de westerse wereld toenam. In 1997 kwam het vervolg Gemba Kaizen uit, waarin de praktische toepassing op de werkplek (Gemba) verder wordt uitgewerkt.
Masaaki Imai overleed in 2023 op 92-jarige leeftijd.

## Kaizen
Kaizen is Japans voor verbeteren, of veranderen naar het beste. Het refereert aan de filosofie en de toepassingen hiervan die zich concentreren op constante verbeteringen in productieprocessen, engineering en bedrijfsmanagement, waarbij eerst het probleem wordt gedefinieerd en vervolgens de noodzaak tot verbeteren. Imai zei hierover zelf: 
"Kaizen" betekent continu verbeteren, waarbij alle werknemers betrokken zijn, zonder veel geld uit te geven...— Masaaki Imai, 1997
 Kaizen wordt onder andere toegepast bij gezondheidszorg, psychotherapie, coaching, overheid, banken.
- Bibliothèque nationale de France: cb121242325 (data)
- CiNii: DA01592197
- Gemeinsame Normdatei: 115639780
- International Standard Name Identifier: 0000 0000 8081 7555
- Library of Congress Control Number: n82000419
- Nationale Bibliotheek van Letland: 000053620
- Bibliotheek van het Japanse parlement: 00018505
- Nationale Bibliotheek van Tsjechië: mzk2004261318
- Nationale Bibliotheek van Israël: 987007273609005171
- Nederlandse Thesaurus van Auteursnamen: 072879920
- Système universitaire de documentation: 029666538
- Virtual International Authority File: 2504627
- WorldCat: E39PBJk8VVP7TmbWxPRVc7jjYP